# Del lado del verano
Del lado del verano és una pel·lícula espanyola dirigida per l'actriu, guionista i directora Antonia San Juan. Rodada durant l'any 2010 a Gran Canària i estrenada el 2013 a Espanya. Va guanyar el premi a la millor pel·lícula al Festival Internacional de Cinema Gai i Lèsbic de Barcelona.

## Producció
La pel·lícula va ser produïda per la productora Trece Producciones, una productora que pertenany a Antonia San Juan i Luis Miguel Seguí. El guió original és obra d'Antonia San Juan, qui a part de guionista va ser directora i actriu en aquesta pel·lícula.

## Argument
Tana és una dona canària que té una família dels més dispar. La mort del seu pare posa en evidència la mala relació que tota la família té entre si. Ella vol fugir de la seva família però sense perdre-la. L'opció que ha estat buscant durant tant de temps resideix a anar al costat del seu xicot a treballar a Austràlia amb una beca d'estudis, però quan l'aconsegueix el seu xicot no voldrà acompanyar-la.
Mentrestant, la resta de la família, una família que no sembla tenir problemes de diners, demostra un buit cultural enorme, sent unes persones vulgars amb valors en diversos casos arcaics, però el pitjor d'això és el fet que semblen sentir-se orgullosos d'aquesta situació.
L'evolució dels personatges durant la pel·lícula gira entorn de l'avanç dels problemes de cadascun dels personatges derivats de la seva pròpia vulgaritat, en el que Antonia San Juan ha caricaturitzat per fer un crit d'atenció a les conseqüències d'una educació ancorada en el passat i repleta d'ingredients masclistes i tradicionalistes

## Repartiment

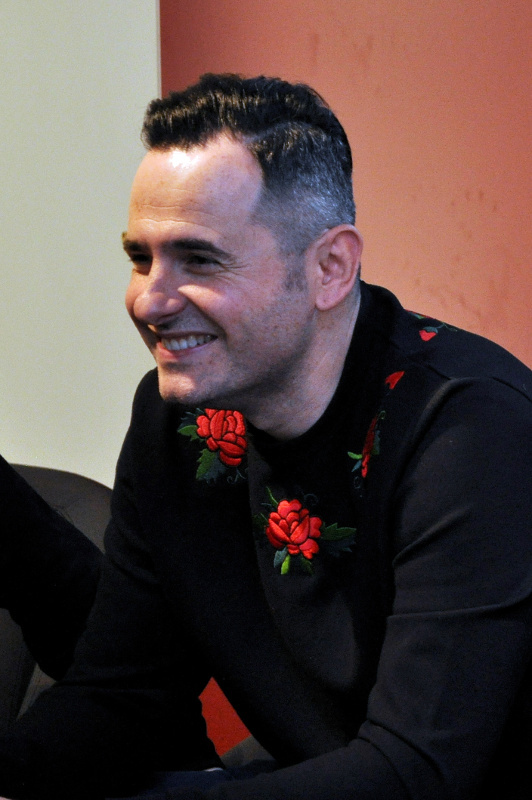
L. M. Seguí en la presentación en la Fnac de la película en DVD.

- Tana: Macarena Gómez
- Blanca: Antonia San Juan
- Estela: Mariam Hernández
- Adolfo: Luis Miguel Seguí
- Carmen: Blanca Rodríguez
- Tomás: Eduardo Casanova
- Carlos: Secun de la Rosa
- Lola: Rosario Guerra
- Rosa: Milagros Gutiérrez
- Raúl: Rubén Tejerina
- Darío: Héctor Montoliu
- Remi: Ámbar Gómez
- Lili: Melody Díaz

## Crítiques
Encara que algunes crítiques han estat favorables a l'intent d'Antonia San Juan de criticar les velles tradicions masclistes i homòfobes d'una societat canària profunda, altres crítics han posat de manifest el desmesurat nivell que Antonia San Juan li fa a la pel·lícula, especialment al principi, i que no se soluciona sinó fins al final del llargmetratge.
Irònicament, algunes de les crítiques han posat de manifest que un dels pitjors personatges, des del punt de vista de l'exageració en les seves formes, és el de Blanca, el personatge al qual dona vida la mateixa Antonia San Juan, lloant d'altra banda l'espectacular actuació de Macarena Gómez (Tana) i Eduardo Casanova (Tomás) que donen més llum a la pel·lícula.